# Arthur Bernstein (Konzertagent)
Arthur Bernstein (auch: Artur Bernstein), geboren 1878, gestorben 1949 in Commerce / Kalifornien, war ein deutscher Konzertdirektor und Konzertagent sowie Inhaber der Konzert- und Theater-Direktion Arthur Bernstein.

## Leben
Arthur Bernstein wurde in eine jüdische Familie hineingeboren. Er ließ sich gemeinsam mit seiner Ehefrau Ottilie (18??–1952) um die Wende vom 19. zum 20. Jahrhundert in Hannover nieder, wo die beiden gemeinsam die zuvor von Karl Ost geführte Musikalienhandlung Adolph Nagel übernahmen. Laut dem Adressbuch der Stadt Hannover für 1902 war das Geschäft im Parterre der Georgstraße 33 untergebracht, während der neue Inhaber als Haushaltsvorstand privat seinerzeit in der Rundestraße 4 wohnte.
In der Folge begann das Ehepaar mit dem Aufbau einer Konzertagentur und machte sich durch die „Organisation erfolgreicher Tourneen bedeutender Künstler“ bald auch international einen Namen. So wurde beispielsweise der „Kammersänger Alexander Heinemann unter glänzenden Bedingungen von der Konzert-Direktion Adolph Nagel (Artur Bernstein) in Hannover für eine Tournee durch die Vereinigten Staaten von Nordamerika und Kanada verpflichtet“, dessen Tournee für die Jahre 1910 und 1911 geplant. Auch der Komponist Richard Strauss bevorzugte für sich und sein Spiel mit der Dresdner Hofkapelle in Berlin und Dresden die „Concertdirektion Artur Bernstein Hannover, Holzgrabenstr. 6“. Der prominenteste von Bernstein vertretene Künstler war der Pianist Walter Gieseking, der mit Bernstein auch persönlich befreundet und sein Trauzeuge war.
Am 13. September 1903 kam der Sohn Hans bzw. Hans Julius Bernstein zur Welt, den die Eltern die Leibnizschule besuchen ließen. Der spätere Dirigent und Komponist emigrierte aufgrund der schon vor der Machtergreifung durch die Nationalsozialisten begonnenen antisemitischen Drangsalierungen 1936 in die USA, wo er seinen Namen in Harold Byrns änderte. Sein Vater, der Mitglied im Reichsverband jüdischer Kulturbünde in Deutschland war, wurde während der Novemberpogrome am 10. und 11. November 1938 im hannoverschen Polizeigefängnis oder in der Turnhalle der Polizeidirektion der ehemaligen Kriegsschule inhaftiert. Nach der Freilassung konnte das Ehepaar in die USA emigrieren und zog in die Nähe von Los Angeles, wo sich Harold Byrns eine neue Karriere als Dirigent und Arrangeur von Filmmusik aufbaute.
An Arthur und Ottilie Bernstein erinnert eine Inschrift am Familiengrab auf dem Jüdischen Friedhof Bothfeld.

## Schriften
- Tanz. Palucca, Innentitel Palucca. Bilder Besprechungen und Auszüge aus Kritiken von Solo- und Gruppen-Tanzaufführungen 1926/27. Palucca-Solo-Tänze. Palucca-Gruppen-Tänze, Alleinvertretung für das gesamte In- und Ausland, illustrierte Broschur (32 Seiten plus Umschlag) mit Fotografien von Charlotte Rudolph, Hugo Erfurth, Selma Genthe und Wilhelm Moeck, Hannover: Konzertdirektion Arthur Bernstein, [1927?]